# Hamberg-Gletscher
Der Hamberg-Gletscher ist ein Gletscher auf Südgeorgien. Er fließt in ostnordöstlicher Richtung von der Nordostseite des Mount Sugartop zum westlichen Kopfende des Moraine Fjords.
Kartiert wurde er bei der Schwedischen Antarktisexpedition unter der Leitung Otto Nordenskjölds. Dieser benannte den Gletscher nach dem schwedischen Geographen, Mineralogen und Arktisforscher Axel Hamberg (1863–1933).